# 柳井隆博
柳井 隆博 (やない たかひろ 1958年 - ) は、日本の実業家。

## 人物
1982年東京大学法学部卒業後、三菱銀行 (現:三菱UFJ銀行) 入行。
三菱東京UFJ銀行常務、専務を経て、2017年三菱UFJリース社長。2021年日立キャピタルと合併し、三菱HCキャピタル社長。